# Mainleus
Mainleus é um município da Alemanha, no distrito de Kulmbach, na região administrativa da Alta Francónia, estado de Baviera.

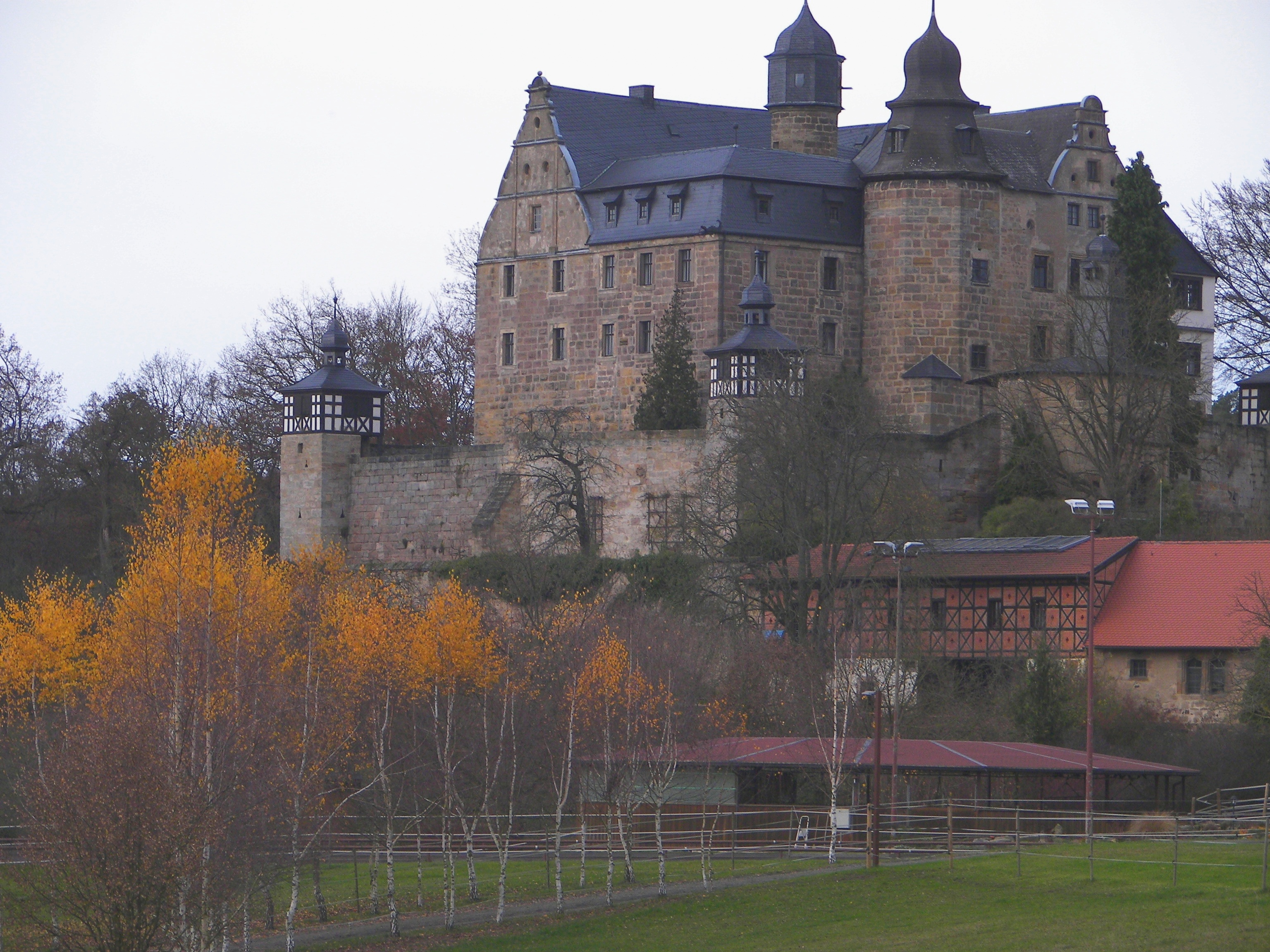
Wernstein Castle

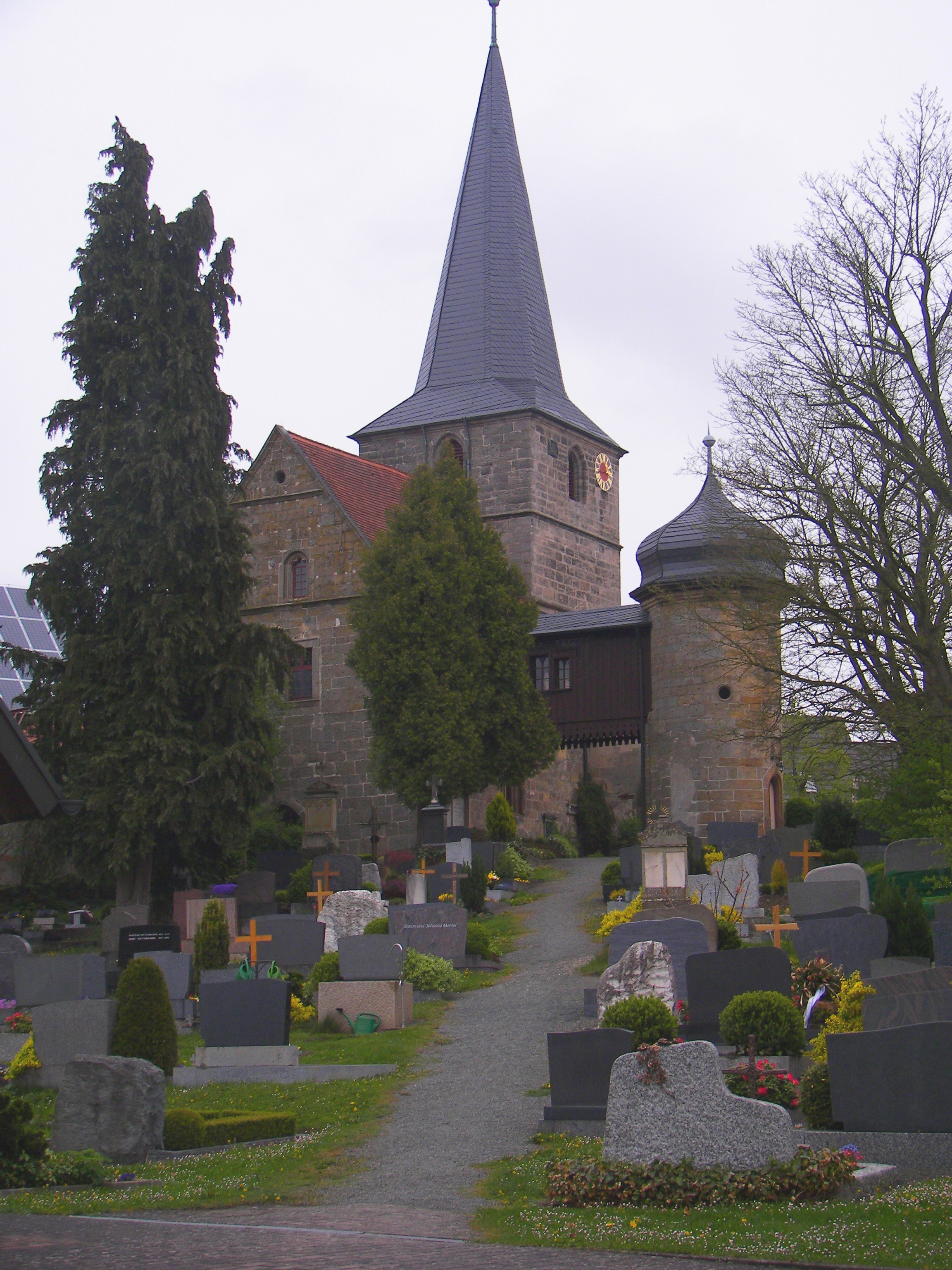
Church an cemetery of Veitlahm

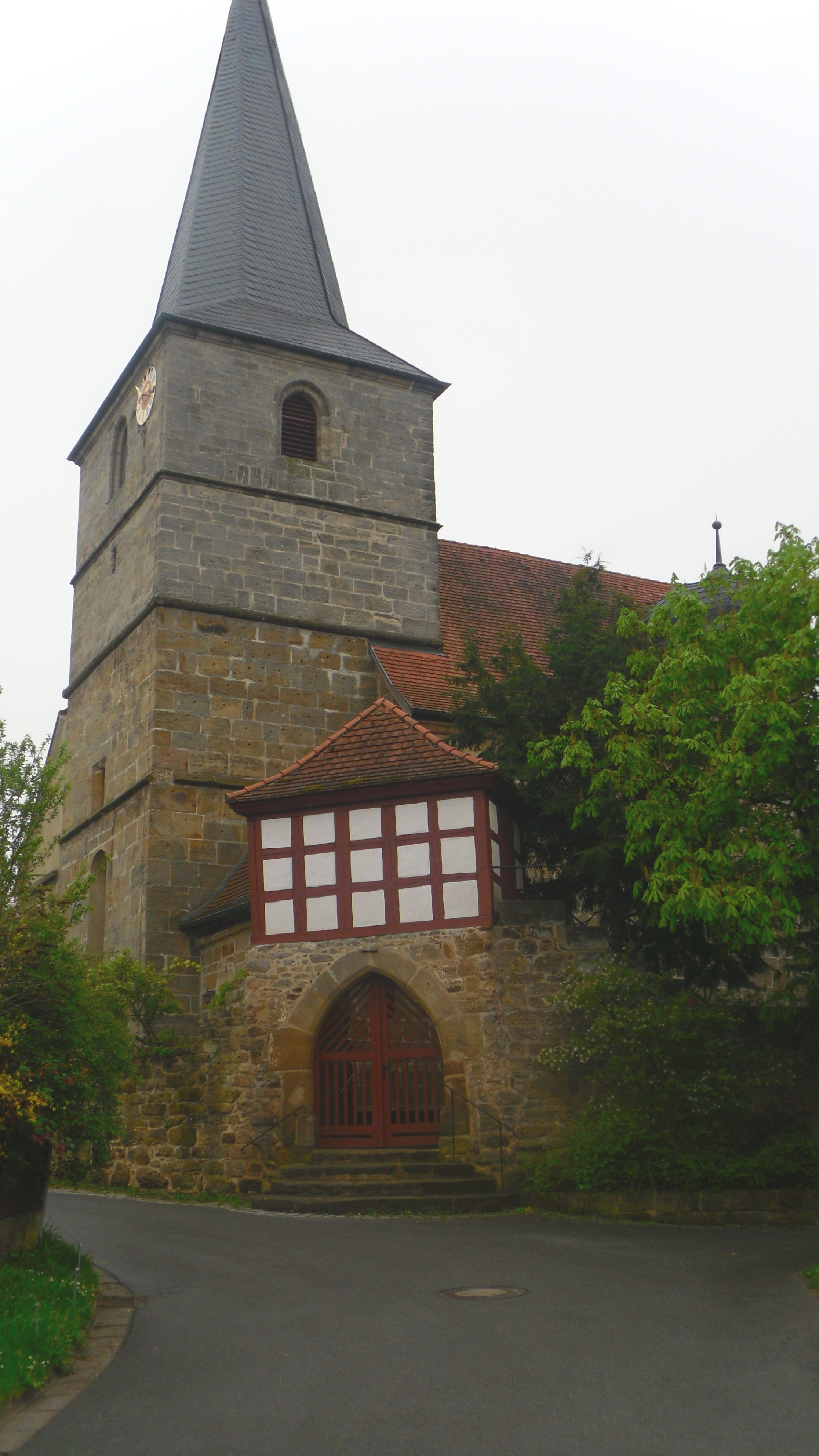
Church of Veitlahm